# Charleville (Marne)
Charleville is een gemeente in het Franse departement Marne (regio Grand Est) en telt 168 inwoners (1999). De oppervlakte bedraagt 17,67 km², de bevolkingsdichtheid is 9,5 inwoners per km².

## Demografie
Onderstaande figuur toont het verloop van het inwonertal (bron: INSEE-tellingen).

1. ↑  Populations de référence 2022.